# Blennocampinae
Blennocampinae – podrodzina błonkówek z podrzędu rośliniarek i rodziny pilarzowatych.
Są to błonkówki o krótkich, przysadzistych ciałach. Ich ubarwienie zwykle jest ciemne, czasem z kontrastującą czerwienią na tułowiu lub odwłoku. Mają dwuzębne żuwaczki i spiczaste skleryty szyjne (cervicalia).  Żyłka medialna w przednich skrzydłach jest u nich równoległa lub ledwo co zbieżna względem żyłki Im-cu oraz styka się z żyłką Sc+R w tym samym miejscu co żyłka Rs+M lub nieco przed tym miejscem. Użyłkowanie tej pary skrzydeł cechuje również szypułkowata komórka analna oraz obecność żyłki 2r-m. W skrzydłach tylnych również zaznacza się szypułkowata komórka analna, a także brak komórki Rs
Ich Gąsienicowate larwy mają stożkowate, pięcioczłonowe czułki. Na ich szerszym niż dłuższym nadustku występują szczeciny w liczbie 4 lub 6, a na ich lekko obrzeżonej wardze górnej w liczbie 4, 6 lub 8. Aparat gębowy ma trójczłonowe głaszczki wargowe, czteroczłonowe głaszczki szczękowe, stożkowate żuwki zewnętrzne oraz uzbrojone w rząd kolców żuwki wewnętrzne. Dziesięciosegmentowy odwłok ma posuwki na segmentach od drugiego do ósmego oraz na dziesiątym. Przetchlinki występują na wszystkich jego segmentach z wyjątkiem dwóch ostatnich. Na powierzchni tułowia i odwłoka występować mogą różne wypustki, od wzgórków po rozgałęzione kolce.
Larwy większości gatunków żerują od zewnątrz na liściach, ale niektóre drążą wewnątrz pędów lub indukują powstawanie galasów. Zjadają szerokie spektrum roślin żywicielskich, od traw po drzewa. Przepoczwarczają się w glebie, butwiejącym drewnie bądź w obumierających pędach. Zimują w stadium przedpoczwarki.
Takson kosmopolityczny, najliczniej reprezentowany w wilgotnych rejonach strefy umiarkowanej i tropikalnej.
Zalicza się tu 105 rodzajów, zgrupowanych w plemionach:
- Blennocampini
- Lycaotini
- Phymatocerini
- Tomostethini
- Waldheimiini